# Johann Metzger
Johann Christian Metzger (Lahr, 11 de octubre de 1789-Bad Wildbad, 15 de septiembre de 1852) fue un arquitecto paisajista y botánico alemán de la primera mitad del siglo XIX en el sudoeste de Alemania; realizaba fundamentalmente diseños con estilo de jardín inglés.

## Biografía
Johann Christian Metzger era hijo del jardinero Johannes Metzger y de Maria Salome Müller. Metzger se casó el 10 de noviembre de 1811, con Lisette Hoffmann, de Schwetzingen. Tuvieron una hija. Falleció el 28 de mayo de 1813. Con su segunda esposa Wilhelmine Kiefer de Karlsruhe se casó el 6 de marzo de 1814. Falleció el 22 de enero de 1847. De ese matrimonio también tuvieron una hija.
Recibió aprendizaje con el jardinero Schweikardt en Karlsruhe, y fue ayudante de jardinero en los jardines del palacio de Schwetzingen con la dirección e Johann Michael Zeyher. En 1810 fue jardinero del margrave Luis I de Baden en Karlsruhe. En 1811: inspector de hacienda para Pfinz, Enz, Kinzig y Murg, en Rastatt.
El 30 de noviembre de 1812 fue designado Universitätsgärtner del Castillo de Heidelberg. En 1830, recibió el título de "inspector jardinero" y en 1843 fue nombrado "Director del Gran Jardín Ducal". En 1851, trabajó en elevar el nivel de la agricultura en el Gran Ducado", conectado a la línea de Heidelberg se trasladó a Karlsruhe como "agricultor científico del Jardín experimental".

## Política y sociedad
Desde 1842 hasta su muerte fue diputado de la Cámara del Parlamento de Baden. Fue miembro de la Universidad de Heidelberg Ruprecht-Karls, administrador de la „Landwirthschaftlichen Versuchsgartens des Landwirthschaftlichen Vereins“. En Heidelberg, fue presidente de la sección de frutas de los productores alemanes de vino y fruta. También miembro de numerosas sociedades científicas y colegios profesionales.

## Diseño de jardines
| 1830    | Dirmstein         | Schlosspark des Koeth-Wanscheidschen Schlosses                       |
| 1830    | Heidelberg        | Stadtgarten                                                          |
| 1831    | Heidelberg        | Landwirtschaftlicher Versuchsgarten des Landwirtschaftlichen Vereins |
| 1835    | Eisenberg (Pfalz) | Gienanthscher Park                                                   |
| 1842-44 | Heidelberg        | Bergfriedhof                                                         |

## Algunas publicaciones
- Der Rheinische Weinbau. Heidelberg 1824
- Beschreibung des Heidelberger Schlosses und Gartens]. Heidelberg, 110 pp. 1829
- Die Wein- und Tafeltrauben der deutschen Weinberge und Gärten, con Lambert Joseph von Babo. Mannheim 1836, 2ª ed. Stuttgart 1851

Trabajó con viñedos, huertos y demás cuestiones agrícolas. También con el cultivo de tabaco. En arquitectura paisajista también realizó diseños de enterratorios monumentales en Heidelberg (1851, y ampliado en 1893) así como en Unterneudorf (Odenwald, 1853).

## Honores
- 1833: premiado por el Leopold Margrave de Baden
- 1851: la "Gran Medalla de Oro al Mérito Civil"
- Cruz de Caballero de la Orden del León de Zähringer

## Eponimia
Familia de musgo
- Metzgeriaceae[1]

## Literatura
- Günter Schruft. Gartendirektor Johann Metzger (1789–1852) und der Weinbau. Schriften zur Weingeschichte, N.º 137. Gesellschaft für Geschichte des Weines, 2001
- Georg Peter Karn. Johann Metzger und seine Gärten in der Pfalz. In: Baudenkmäler in Rheinland-Pfalz. 2002, pp. 6–12
- Claudia Rink (ed.) Mit Spaten und Feder. Johann Metzger 1789-1852. Landschaftsarchitekt, Botaniker und Gestalter des Heidelberger Schlossgartens. Ed. verlag regionalkultur. Ubstadt-Weiher. 2008 ISBN 978-3-89735-536-1